# 李道豫
李 道豫（り どうよ、1932年8月 - ）は、中華人民共和国の外交官。

## 生涯
1952年に上海の滬江大学を卒業し、外交部に入省。1983年まで国際司に所属し、副司長まで昇進。1983年から1984年まで駐ジュネーヴ代表団副代表。1984年12月から1988年5月まで国際司司長。1988年から1990年まで外交部長助理。1990年から1993年まで国連代表部大使。1993年から1998年まで駐米大使。1998年から2003年まで第9期全人大にて常務委員会委員および華僑委員会副主任委員。2004年に引退。